# メトロポリス (1927年の映画)
『メトロポリス』（Metropolis）は、フリッツ・ラング監督によって1926年製作、1927年に公開されたモノクロサイレント映画で、ヴァイマル共和政時代に製作されたドイツ映画である。
製作時から100年後のディストピア未来都市を描いたこの映画は、以降多数のSF作品に多大な影響を与え、世界初のSF映画とされる『月世界旅行』が示した「映画におけるサイエンス・フィクション」の可能性を飛躍的に向上させたSF映画黎明期の傑作とされている。フォレスト・J・アッカーマンは本作をSF映画に必要な要素が全てちりばめられており「SF映画の原点にして頂点」と評価している。また、前年の1925年に製作された『戦艦ポチョムキン』と並んで、当時の資本主義と共産主義の対立を描いた作品でもある。

## ストーリー
※注意：2002年にマルティン・ケルパーが復元した版では、1927年上映されたベルリンでのガラ・プレミア版に比べると約4分の1の部分が欠落している。以下のあらすじは2002年版の『メトロポリス』についての記述である。
2026年、ゴシック調の摩天楼がそびえ立ちメトロポリスと呼ばれる未来都市では、高度な文明によって平和と繁栄がもたらされているように見えたが、その実態は摩天楼の上層階に住む限られた知識指導者階級と、地下で過酷な労働に耐える労働者階級に二極分化した徹底的な階級社会だった。
ある日、支配的権力者の息子・フレーダーは労働者階級の娘マリアと出逢い、初めて抑圧された地下社会の実態を知る。
「脳と手の媒介者は、心でなくてはならない」
マリアが階級社会の矛盾を説き、「脳」（知識指導者階級）と「手」（労働者階級）の調停者「心」の出現を予言すると、労働者達にストライキの気運が生じる。マリアはフレーダーがまさに調停者になる存在であると見抜き、フレーダーもまた美しいマリアに心を奪われる。
この様子をこっそり見ていたフレーダーの父であり支配的権力者のフレーダーセンは危機感を抱き、旧知の学者のロトワングに命令してマリアを誘拐させ、マリアに似せたアンドロイド（Maschinenmensch）を作り出させる。このアンドロイドをマリアとして地下社会へ送り込み、マリアが作りだした労働者の団結を崩す考えである。
しかし、かつてフレーダーセンと恋敵であったロトワングが影で意図したのは、フレーダーセンが支配するメトロポリスそのものの壊滅であった。ロトワングの意を受けたアンドロイド・マリアは男達の羨望の的となり、乱痴気騒ぎをさせる一方で階級闘争を過激に扇動するようになる。フレーダーは豹変したマリアが別人であることを見抜くが、興奮した労働者に追いたてられる。
アンドロイド・マリアに扇動され、暴徒となって地上の工場へ押し寄せた労働者達は、メトロポリスの心臓ともいうべきHertz-Maschine（ヘルツ・マシーネ、Heart-Machine）を破壊し、地下の居住地区を水没させてしまう。しかし地下にはまだ労働者の子供たちが大勢残されていたのだ。扇動による行為が自分達の首をも絞めていると気付いた労働者達は、自分達を扇動したマリアを糾弾し火あぶりにする。炎の中でマリアはアンドロイドに戻り、労働者達は自分達を扇動していたものの正体を知る。
一方、ロトワングから逃げ出した本物のマリアと地下で再会したフレーダーは、残されていた子供達を水没寸前で地上へと避難させ、時計台の上でロトワングとの決着をつける。そしてすべてが終わった後、調停者として父と労働者達との仲介を図るのだった。

## 出演
- ブリギッテ・ヘルム（Brigitte Helm）：マリア（Maria）[注 1]
- アルフレート・アーベル（Alfred Abel）：支配的権力者フレーダーセン（Johhan Fredersen）
- グスタフ・フレーリッヒ（Gustav Fröhlich）：フレーダー（Freder Fredersen）
- ルドルフ・クライン＝ロッゲ（Rudolf Klein=Rogge）：発明家ロトワング（Rotwang the Inventor）
- テオドル・ロース（Theodor Loos）：協力者ヨザファート（Josaphat）
- フリッツ・ラスプ（Fritz Rasp）：監視役スリム（Slim）
- ハインリヒ・ゲオルゲ（Heinrich George）：労働者代表グロット（Grot）

## スタッフ
- 監督：フリッツ・ラング（Fritz Lang）
- 原作・脚本：テア・フォン・ハルボウ（Thea von Harbou）
- 撮影：カール・フロイント（Karl Freund）、ギュンター・リッタウ（ドイツ語版）（Günther Rittau）
- 特殊撮影：オイゲン・シュフタン（Eugen Schüfftan）
- 美術：オットー・フンテ（ドイツ語版）（Otto Hunte）、エリッヒ・ケテルフート（ドイツ語版）（Erich Kettelhut）、カール・フォルブレヒト（ドイツ語版）（Karl Vollbrecht）

## 製作

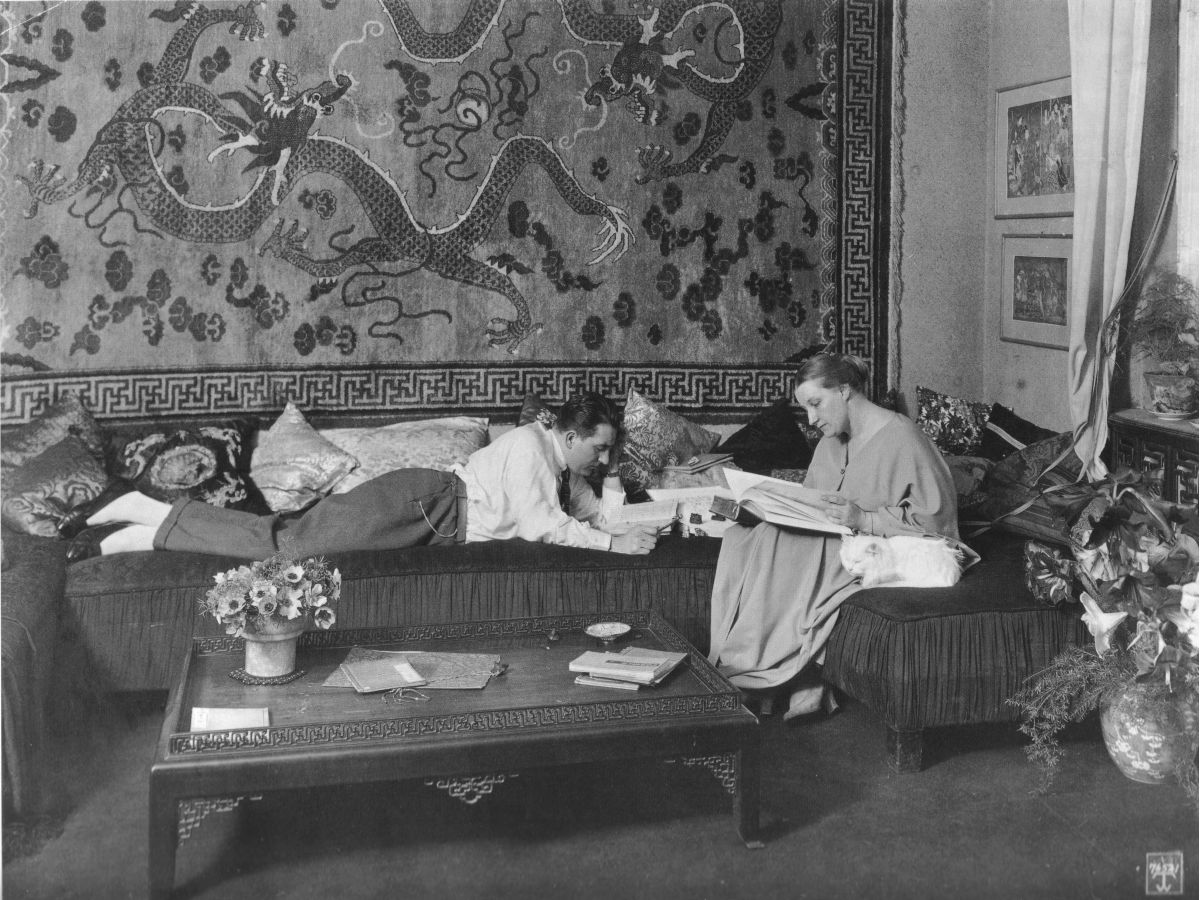
フリッツ・ラングとテア・フォン・ハルボウ

1924年のクリスマス間近、ラングは初めて見たアメリカの巨大都市ニューヨークの圧倒的な印象に影響を受け帰国し、なんとか映画化したいと相談すると、妻のテア・フォン・ハルボウも熱狂しシナリオを完成させた。ただし、完成したシナリオはラングの構想した物とは若干異なる物だったが（ラングは労働者の勝利による結末を考えていた）、興行的な面などを考え受け入れたという。後年のラングの回想によると、楽観的な結末になったのは当時台頭し始めたナチス・ドイツに妻が傾倒していた影響があったと語っている。ちなみにこの思想的な食い違いにより、後に二人は離婚、さらにラングはアメリカに亡命することとなる。

### 撮影
ラングについて書かれた伝記によれば、『メトロポリス』の撮影は1925年5月22日に始まり、1926年10月30日に終了。公開当初は2部に分け3時間半ずつ上映されたと記されている。
バベルの塔のシーンでは当初6,000人のエキストラを雇おうとしたが、予算の問題で1,500人に変更された。ラングは150人の理容師を雇い全員の頭を剃り、カメラの前を何回も行進させ、特殊撮影により数千人も動いているように見せることに成功した（この作品の特撮を担当した開発者にちなんで「シュフタン・システム」と呼ばれる）。
劇中の高層ビルが林立するメトロポリスや、上流子弟の遊技場はミニチュアセットを鏡に映し撮影した物である。遊技場の大きさはわずか30センチメートルしか無かった。
主演俳優の他に端役は750人、エキストラの男性は25,000人、女性11,000人、子供750人、黒人100人、中国人25人、支払った報酬は当時の金額で160万マルクである。また、衣装代が200万マルク、靴3500足、カツラ75個、特注の自動車50台、映画のために使ったフィルムは62万メートルで、ポジ・フィルムは130万メートル使ったとされる。費用の総額は最低500万マルクから最高1300万マルクと文献により異なる。

### 美術
このアンドロイドの機械形態の色は本編はモノクロなので光沢がある明るい色という程度しか判らず、イラストやレプリカなどでは全身金色のプレートアーマー状に描かれることが多いが、小説版では外見について「銀色の骨格にクリスタルガラスのような外皮がかぶさっている」という趣旨の記述がある。なお、このアンドロイドの名前を「マリア」（アンドロイド・マリア）とするものが時々見られるが、あくまでも「マリアに似せたアンドロイド」で、本編中特に個体名は呼ばれていない。しいて言うなら「パロディ」。有名なポスター・デザインはハインツ・シュルツ＝ノイダム（Heinz Schulz-Neudamm, 1899年-1969年）が担当した。

## SF的アイテムと設定

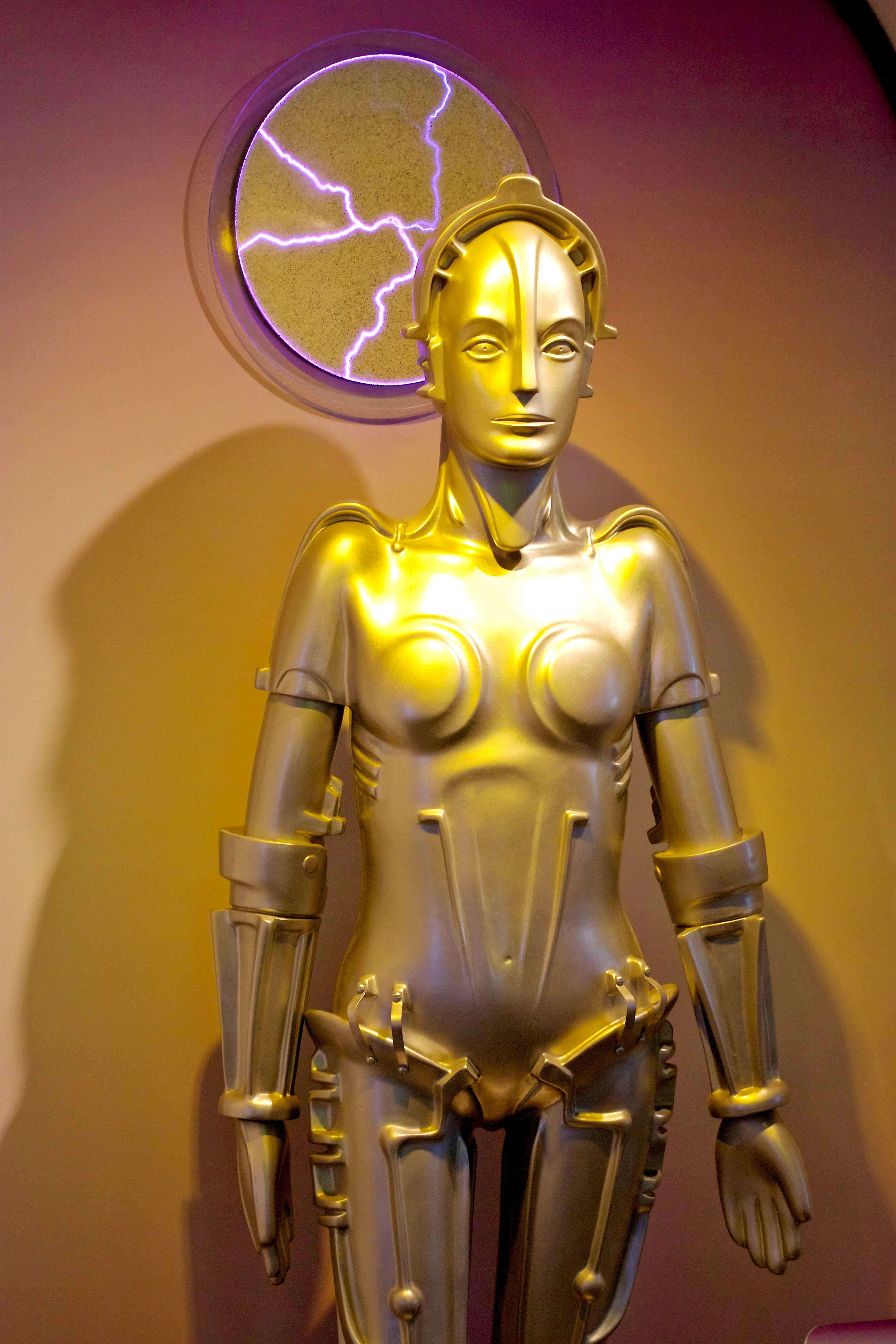
アンドロイド・マリアのレプリカ

人造人間
高度に発達した機械工学やエレクトロニクス技術により、いずれ人間とそっくり同じ動きをする自動人形のようなものが作られるであろうことは当時としても予測されていた。アメリカのパルプ・マガジンに掲載される漫画や小説などには既に登場していた。しかし、それを「動く映像」という情報ではっきりと見せたのは本作品が最初である。中にスタントマンが入って動かす、いわゆる「着ぐるみ」方式で表現されている。これほどまでに精巧な人造人間を産み出す未来社会を予測する一方、現在でいう「産業用ロボット」の出現は予測されておらず、劇中では産業革命当時さながらの状態で大勢の工員たちが汗まみれになって長時間労働を強いられるという、偏った社会が設定されている。
テレビ電話
従来の電話機に映像の同時送受信機能を追加した通信機器。当時は機械式テレビが生まれて2年もたっておらず（イギリスのベアードが1925年に成功した）「テレビジョン」というもの自体が実現されたばかりであった。しかし、この映像送受信のシステムは劇中では通信に利用されるだけで、「娯楽放送」という形で登場することは無い。地上の都市で生活する支配階級の娯楽はスポーツ観戦や音楽鑑賞、ダンス鑑賞など、映画公開当時の娯楽と大差の無い設定だった。

## 公開と修復

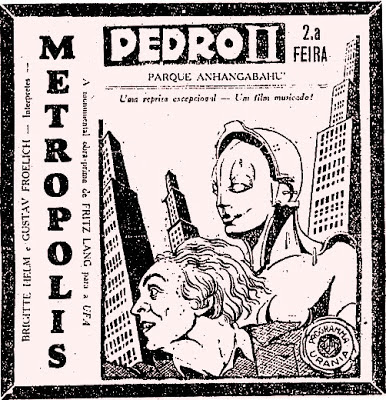
ブラジル の宣伝（1930年）.

1926年に完成したオリジナル作品は大長編映画だが、完成後すぐアメリカのパラマウント映画に持ち込まれ、興行的な理由と「共産主義的な傾向を本質的に持っている字幕があった」という政治的な理由により、ラングの許諾無しに徹底的にカットされ、継ぎはぎの編集が為されたコンパクトなアメリカン・バージョンとして公開された。
1927年にオリジナル全長版をプレミア公開したドイツのウーファも、結局はアメリカ編集バージョンに追従した。上映回数を増やし利益を上げるためであったが、それでも莫大な制作費を回収することができず、倒産するに至った。そうした混乱のため、上映時間は世界中で様々なバージョンが存在した。
日本では、アメリカ上映版を輸入したフィルムが使用された。検閲では、フィルムの数か所の削除や台本の訂正が行われた。フィルムの長さは2,359メートル、上映時間が約86分と推定され、アメリカ上映版から約882メートル、30分以上、オリジナル版からは1,830メートル、1時間以上も短縮されたものであった。
その後、第二次世界大戦の混乱などでオリジナルフィルムは世界各地に散らばり、フィルムが現存するかどうかも定かではないためオリジナルの完全版を観ることは不可能とされた。
1984年には、ジョルジオ・モロダーのプロデュースによる再編集版が世界各地で公開された(後述)。
2002年には、新たに発見されたフィルムを再編集した123分バージョンの作品が発表された。
2008年7月、ブエノスアイレスの映画博物館Museo del Cineにて、それまで失われたとされていたフッテージが発見された。16mmコピーで、状態は悪いものの完全版復元への期待が高まった。発見された映像を加えたバージョンは『The Complete Metropolis』として2010年に発表され、ソフト販売も行われた（『2010年度版』）。上映時間は148分となり、オリジナルの153分バージョンの95パーセントまでが復元された形となった。
2025年現在、1927年版『メトロポリス』はパブリックドメインとして公開されているが、上記のような事情により様々な長さの版が存在しており（保存状態の事情もあり、画質も様々である）、見る際にはその事に留意する必要がある。

### ジョルジオ・モロダー版
- ジョルジオ・モロダー・エンタープライズ作品
- 公開 - 1984年
- 配給（日本） - 東宝東和
- ドルビーステレオ音声

SFサイレント映画「幻の名作」として長い間知られていた本作だが、この作品の熱狂的ファンである著名な作曲家ジョルジオ・モロダーが、世界各地のコレクターからフィルムを購入して再編集し、自ら作曲したロック調の音楽をサウンドトラックにしたジョルジオ・モロダー版『メトロポリス』を完成させて1984年に公開した。一部がカラー化され無声映画特有の字幕も動かしたり色を付けたり登場人物の横に字幕を写した約90分のバージョンで、音楽の要素が濃い作品になっており、起用された音楽によるサウンドトラックLP/カセットテープ/CDも発売された。
また、ジョルジオ・モロダー版は編集の都合により、ストーリーの結末がオリジナルと異なる（権力者と労働者が握手しないまま終わる。これは元々フリッツ・ラング自身が構想していた物に近づけたとされる）。この特徴を活用し、大学において社会学などの教材として用いられることもある。

#### サウンドトラック
収録曲
| #         | タイトル                                               | 作詞                              | 作曲                              | アーティスト    | 時間  |
| --------- | ------------------------------------------------------ | --------------------------------- | --------------------------------- | --------------- | ----- |
| 1.        | 「ラヴ・キルズ」(Love Kills)                           | Freddie Mercury & Giorgio Moroder | Freddie Mercury & Giorgio Moroder | Freddie Mercury | 4:30  |
| 2.        | 「ハート・オブ・ファイアー」(Here's My Heart)          | Pat Benatar                       | Giorgio Moroder                   | Pat Benatar     | 4:53  |
| 3.        | 「暗黒の檻」(Cage Of Freedom)                          | Pete Bellotte                     | Giorgio Moroder                   | Jon Anderson    | 4:04  |
| 4.        | 「ブラッド・フロム・ア・ストーン」(Blood From A Stone) | Pete Bellotte                     | Giorgio Moroder                   | Cycle V         | 3:36  |
| 5.        | 「バビロンの伝説」(The Legend Of Babel)                |                                   | Giorgio Moroder                   | Giorgio Moroder | 3:56  |
| 合計時間: | 合計時間:                                              | 合計時間:                         | 合計時間:                         | 合計時間:       | 20:59 |

| #         | タイトル                                        | 作詞           | 作曲            | アーティスト    | 時間  |
| --------- | ----------------------------------------------- | -------------- | --------------- | --------------- | ----- |
| 1.        | 「ヒア・シー・カムズ」(Here She Comes)          | Peter Bellotte | Giorgio Moroder | Bonnie Tyler    | 3:48  |
| 2.        | 「ディストラクション」(Destruction)             | Peter Bellotte | Giorgio Moroder | Loverboy        | 4:09  |
| 3.        | 「オン・ユア・オウン」(On Your Own)             | Billy Squier   | Giorgio Moroder | Billy Squier    | 4:08  |
| 4.        | 「ホワッツ・ゴーイング・オン」(What's Going On) | Peter Bellotte | Giorgio Moroder | Adam Ant        | 3:48  |
| 5.        | 「マシーン」(Machines)                          |                | Giorgio Moroder | Giorgio Moroder | 4:11  |
| 合計時間: | 合計時間:                                       | 合計時間:      | 合計時間:       | 合計時間:       | 20:04 |

### 公開当時のパンフレット「メトロポリス・マガジン」
1927年公開当時、英国で劇場販売されたパンフレットが発見され、Wire.comに全て掲載されている。32ページからなるモノクロ版。表題には「メトロポリス・マガジン」と書かれ、「メイキング記事」「監督手記」「女優手記」「原作本と脚本の比較分析」、この映画の為に開発された“フライカメラ”の解説記事、「カメラマン手記」等の内容が掲載されている。
本パンフレットには、アメリカ版や日本版ではカットされた場面の写真が数多く掲載されている。また、1927年にドイツで世界初公開された際にも同様のパンフレットが発売された（表紙に「UFA　MAGAZIN」と表記されている）。しかし、こちらはイギリス版と内容や掲載写真が大幅に異なっている（イギリス版の1ページ目の写真がフレーダーセンが根城としている巨大タワーなのに対し、ドイツ版は水没する地下都市の撮影をしているラングである。スタジアムのセットがイラスト付きで詳しく紹介されている。ヨシワラシティで男達が乱闘している写真が掲載されている 等）。

### DVD
2006年に発売されたDVD（ケルパー版、日本では2007年発売開始）では、撮影風景や衣装の草案、失われた場面の写真、初演で演奏されたフルオーケストラの劇伴奏曲が収録されている。

## 影響
- マリアの姿を写される前のアンドロイドは「映画史上最も美しいロボット」と言われ、『スター・ウォーズシリーズ』のC-3POのデザインに影響を与えた。
- クラフトワークのアルバム「人間解体(原題：Die Mensch-Maschine)」は本作をモチーフの一つとしている。
- クイーンのヒット曲「RADIO GA GA」のプロモーションビデオにも利用されている。これは1984年の本作リメイクの際、メンバーのフレディ・マーキュリーも曲を提供したためである。
- マドンナの「エクスプレス・ユアセルフ」のプロモーションビデオのコンセプトは本作がモデル。
- 1995年にドイツポストが発行した「ドイツ映画100周年記念小型シート」のうち80ペニヒ切手（画面1番上の切手）に、当該映画が題材に取り上げられており、アンドロイド・マリアの頭部が描かれている。
- 映画の「ブニュエル: ソロモン王の秘宝 （Bunuel y la mesa del rey Salomon/Bunuel and King Solomon's Table）」にアンドロイド・マリアが巨大な守護神として使われている。
- デトロイトテクノミュージシャンのジェフ・ミルズは2000年にサウンドトラック(Metropolis)をリリースした。
- 2007年3月6日に映画の一部をループし、BGMにスーパーマリオRPGのBGMを合わせ、ニコニコ動画に投稿された「VIP先生」の動画でネットでも元ネタであるこの映画が知られることになった。
- その他、複数の映画が本作の影響を受けたことが指摘されている。例：『フランケンシュタイン』（1931年）/『モダン・タイムス』（1936年）/『スター・ウォーズ エピソード4/新たなる希望』（1977年）/『ブレードランナー』（1982年）/『未来世紀ブラジル』（1985年）/『バットマン』（1989年）/『バットマン リターンズ』（1992年）/『フィフス・エレメント』（1997年）/『ダークシティ』（1998年）/『マトリックス』（1999年）/『メガロポリス』（2024年）[9]

## 小説
原作となる脚本は、フリッツ・ラングと彼の妻テア・フォン・ハルボウの共同で映画のため1924年に書かれたものだが、1926年にハルボウ名義の原作小説としてアウグスト・シェルル社から出版された（ハルボウはその後ナチスを支持するようになり、ユダヤ人だったラングとは1932年に離婚している）。日本では1990年代に翻訳が発刊され（抄訳はそれ以前からいろいろな形で出されてはいた）、2011年に新翻訳で再刊行された。

## エピソード
- 劇中、メトロポリスの中に吉原 “YOSHIWARA”という施設が登場するが、映画本編（『2010年版』で確認可能）では中国風の家屋で「（東洋の）エキゾチックな歓楽街」というイメージで描かれている。ラングは1919年の映画『ハラキリ』でも「ヨシワラ」という名の歓楽街を出している[11]。

## 舞台
小説と映画を原作にした同名タイトルの舞台作品が、2016年11月にBunkamura シアターコクーンで上演。演出・美術・出演は串田和美。